# Tiếng Ba Tư
Tiếng Ba Tư hay tiếng Persia, còn được biết đến như tiếng Farsi (فارسی fārsi [fɒːɾˈsiː] ⓘ), là một ngôn ngữ Iran thuộc ngữ tộc Ấn-Iran của hệ ngôn ngữ Ấn-Âu. Nó chủ yếu được nói ở Iran, Afghanistan (dưới tên gọi tiếng Dari từ năm 1958), và Tajikistan (tên gọi tiếng Tajik vào thời Xô Viết ), và một vài vùng khác về mặt lịch sử được xem là thuộc đế quốc Ba Tư. Tiếng Ba Tư, nói chung, được viết bằng chữ Ba Tư, một biến thể của chữ Ả Rập.
Tiếng Ba Tư hiện đại là sự tiếp nối của tiếng Ba Tư trung đại, ngôn ngữ tôn giáo và văn học chính thức của Đế chế Sassanid, mà chính nó lại là hậu thân của tiếng Ba Tư cổ, ngôn ngữ của Đế chế Achaemenes. Ngữ pháp của nó tương đồng với nhiều ngôn ngữ của châu Âu đương thời.
Có chừng 110 triệu người nói tiếng Ba Tư trên toàn cầu và ngôn ngữ này có vị thế chính thức tại Iran, Afghanistan, và Tajikistan. Trong nhiều thế kỷ, tiếng Ba Tư cũng là ngôn ngữ văn hóa tại nhiều vùng ở Tây Á, Trung Á, và Nam Á.
Tiếng Ba Tư đã ảnh hưởng (chủ yếu về từ vựng) một cách đáng kể lên nhiều ngôn ngữ xung quanh, nhất là các ngôn ngữ Turk miền Trung Á, Kavkaz, và Tiểu Á, những ngôn ngữ Iran lân cận, cũng như tiếng Armenia, tiếng Gruzia, vài ngôn ngữ Ấn-Iran khác, đặc biệt là tiếng Urdu (một dạng tiếng Hindustan). Nó cũng ảnh hưởng phần nào lên tiếng Ả Rập, nổi bật nhất là ở tiếng Ả Rập Bahran. Ngược lại, tiếng Ba Tư cũng mượn rất nhiều từ trong tiếng Ả Rập sau cuộc xâm lược Ba Tư của người Ả Rập.